# Horní Jiřetín
Horní Jiřetín (německy Obergeorgenthal) je město v okrese Most v severozápadních Čechách na úpatí Krušných hor, osm kilometrů severně od Mostu a dva kilometry západně od Litvínova. Žije zde přibližně 2 200 obyvatel.

## Název
Německý tvar Ober-Georgenthal je odvozen z osobního jména Georg (Jiří) ve významu Jiřího údolí. Název Jiřetín (původně Juřětín) vychází z osobního jména Juřata (Jiřata) ve významu Jiřatův dvůr.  Lidově se používal tvar Jertn. V historických pramenech se jméno města objevuje ve tvarech: Jurntyn (1352, 1369–1399), Jurentain (okolo 1405), in Jurnteyn (1356), de Zyrzetin (1394/1395), de Jurentain (1408), „z obou Girzictynu“ (1459), „Gerzetin doleynij y horzeyni“ (1491), „puol vsi horzeyžssijho Gerzetina… w doleyssym Gerzetinie“ (1513), Girzetin (1562), Obern Jerenthall (1565), „díl… dolního Girzetina… ves horzeynij Girzetin“ (1583), „ve vsi horzeyssym y doleyssym gerzetinie“ (1595), „doleyssi Geržetin, v ves horžeyssi Geržetin“ (1618), Nieder Georgenthal a Ober Georgenthal (1787) Nieder-Georgenthal a Ober-Georgenthal (1833, lidově též Nieder-Görten a Ober-Görten).

## Historie
První písemná zmínka pochází z roku 1263 z listiny upravující poddanské povinnosti, kdy byl jeho majitelem jistý Protiva, patrně člen rodu pánů z Rýzmburku (Hrabišiců). Z roku 1273 pochází listina krále Přemysla Otakara II., kterou se královské město Most zbavilo konkurence Jiřetína, Kopist a Ervěnic.
Roku 1409 byl Jiřetín rozdělen na Horní a Dolní. V 17. století zasáhla Horní Jiřetín třicetiletá válka a následně v roce 1680 i velká morová epidemie, které vedly k velkým ztrátám na životech i na majetku. Od druhé poloviny 17. století se o Horní Jiřetín dělily dva významné šlechtické rody - Lobkovicové, kterým patřila pravobřežní část, a Valdštejnové, který patřila levobřežní část (vztaženo od Jiřetínského potoka).
Počátkem 19. století se v katastru obce začíná rozvíjet průmysl a těžba hnědého uhlí. V roce 1828 zde byl založen bavlnářský podnik, později byl vybudován i parní mlýn, hračkářská firma, elektrárna nebo koželužna. Od roku 1868 patřila obec k okresu Most (Brüx). V červnu 1914 udělil císař František Josef I. Hornímu Jiřetínu městská práva. V roce 1930 zde žilo 3481 obyvatel převážně německé národnosti. Horní Jiřetín (Obergeorgenthal) utrpěl škody v průběhu bombardování továren v Záluží u Mostu v roce 1944.
Od 10. října 2006 byl obci vrácen status města.

## Současnost
Horní Jiřetín je jednou z obcí, které jsou ohroženy případným prolomením územních limitů těžby hnědého uhlí z roku 1991. Po neúspěšné snaze odvrátit v 1. polovině 90. let zbourání obce Libkovice se na tuto obec upřela pozornost médií, ekologického hnutí a řady občanských sdružení. V referendu konaném na jaře 2006 většina obyvatel zbourání své obce odmítla. V komunálních volbách v roce 2006 i v roce 2010 zvítězili odpůrci těžby. Jejich nejznámějším představitelem je starosta obce Vladimír Buřt.
Na konci září 2008 Rada Ústeckého kraje podpořila odpis zásob hnědého uhlí pod městem a pověřila krajského hejtmana, aby jej prosazoval při jednáních s vládou a dalšími ústředními orgány státní správy. Nicméně, v listopadu 2009 a znovu 11. ledna 2010 vláda nepodpořila legislativu, která by Horní Jiřetín a okolní obce chránil před těžbou hnědého uhlí.
V říjnu 2014 vyhrály volby v Horním Jiřetíně strany, které brání prolomení limitů a získaly opět 7 křesel v 11členném zastupitelstvu stejně jako ve volbách v roce 2010. Dne 28. ledna 2015 proběhla v Horním Jiřetíně demonstrace místních obyvatel i dalších odpůrců prolomení limitů proti návrhům ministra Jana Mládka, které počítali s prolomení limitů na Lomu ČSA.
V říjnu 2015 vláda na výjezdním zasedání v Ústí nad Labem posunula limity pro těžbu hnědého uhlí na lomu Bílina. Na lomu ČSA, který ohrožuje Horní Jiřetín, limity zůstaly.

## Obyvatelstvo
Při sčítání lidu v roce 1921 ve městě žilo 3 150 obyvatel (z toho 1 534 mužů), z nichž bylo 329 Čechoslováků, 2 782 Němců, dva Židé, tři příslušníci jiné národnosti a 34 cizinců. Výrazně převažovala římskokatolická většina, ale žilo zde také 46 evangelíků, dva židé a 207 lidí bez vyznání. Podle sčítání lidu z roku 1930 mělo město 3 481 obyvatel: 339 Čechoslováků, 3 077 Němců, jednoho příslušníka jiné národnosti a 64 cizinců. I tentokrát převažovali římští katolíci. Počet lidí bez vyznání vzrostl na 318, evangelíků bylo 48, k církvi československé se hlásilo devět lidí a jeden obyvatel byl žid.
| Rok            | 1869  | 1880  | 1890  | 1900  | 1910  | 1921  | 1930  | 1950  | 1961  | 1970  | 1980  | 1991  | 2001  | 2011  |
| -------------- | ----- | ----- | ----- | ----- | ----- | ----- | ----- | ----- | ----- | ----- | ----- | ----- | ----- | ----- |
| Počet obyvatel | 3 051 | 3 582 | 5 809 | 8 048 | 8 423 | 8 206 | 9 079 | 7 436 | 6 627 | 5 333 | 3 612 | 1 861 | 1 917 | 2 041 |
| Počet domů     | 470   | 519   | 587   | 705   | 754   | 799   | 1 003 | 1 116 | 1 024 | 1 005 | 902   | 573   | 578   | 621   |

| Rok            | 1869  | 1880  | 1890  | 1900  | 1910  | 1921  | 1930  | 1950  | 1961  | 1970  | 1980  | 1991  | 2001  | 2011  |
| -------------- | ----- | ----- | ----- | ----- | ----- | ----- | ----- | ----- | ----- | ----- | ----- | ----- | ----- | ----- |
| Počet obyvatel | 1 323 | 1 615 | 1 960 | 2 876 | 3 258 | 3 150 | 3 481 | 2 932 | 2 877 | 2 390 | 1 945 | 1 584 | 1 649 | 1 757 |
| Počet domů     | 189   | 209   | 246   | 291   | 314   | 342   | 418   | 477   | 485   | 483   | 465   | 470   | 479   | 522   |

## Členění města

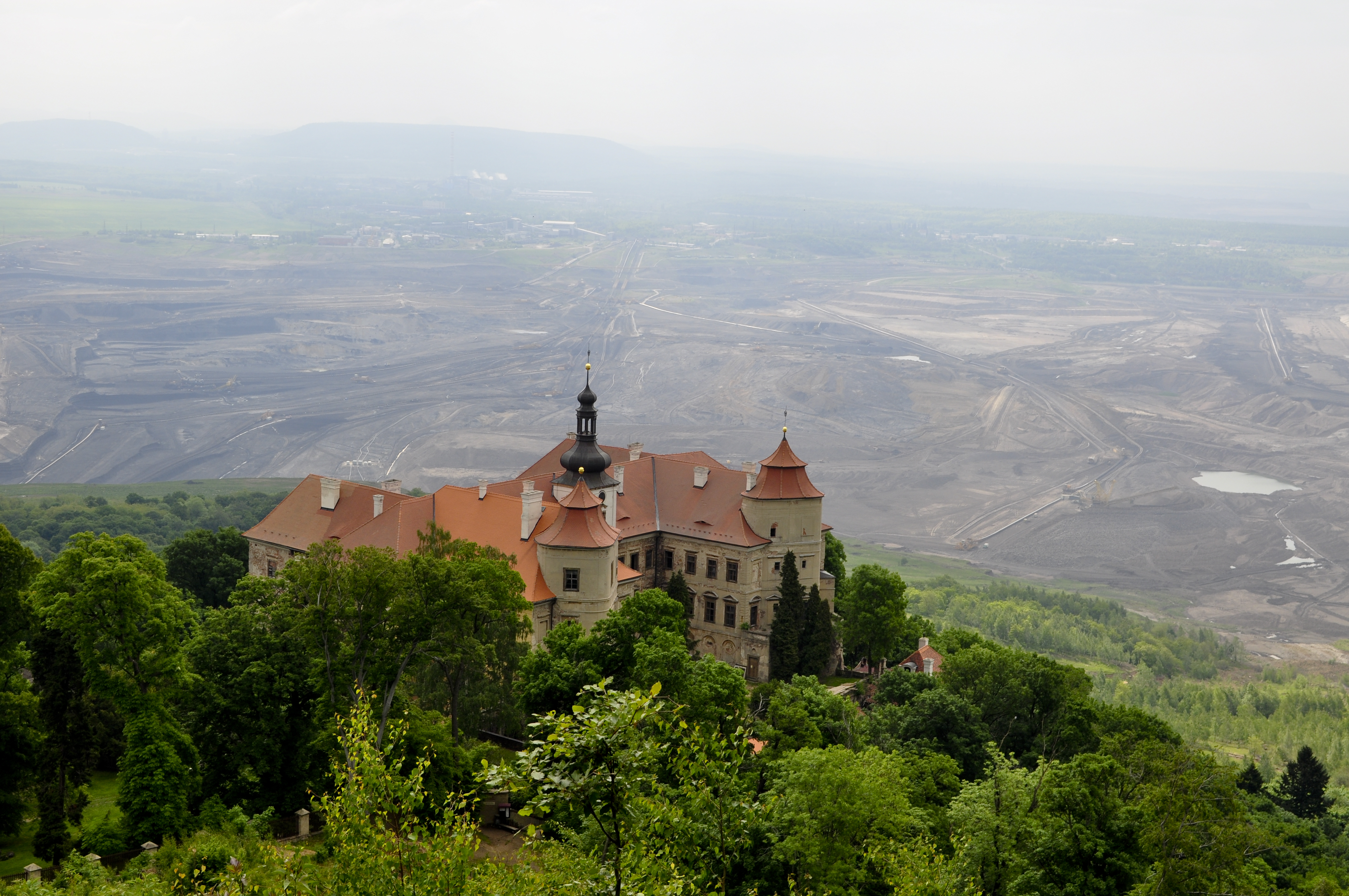
Zámek Jezeří

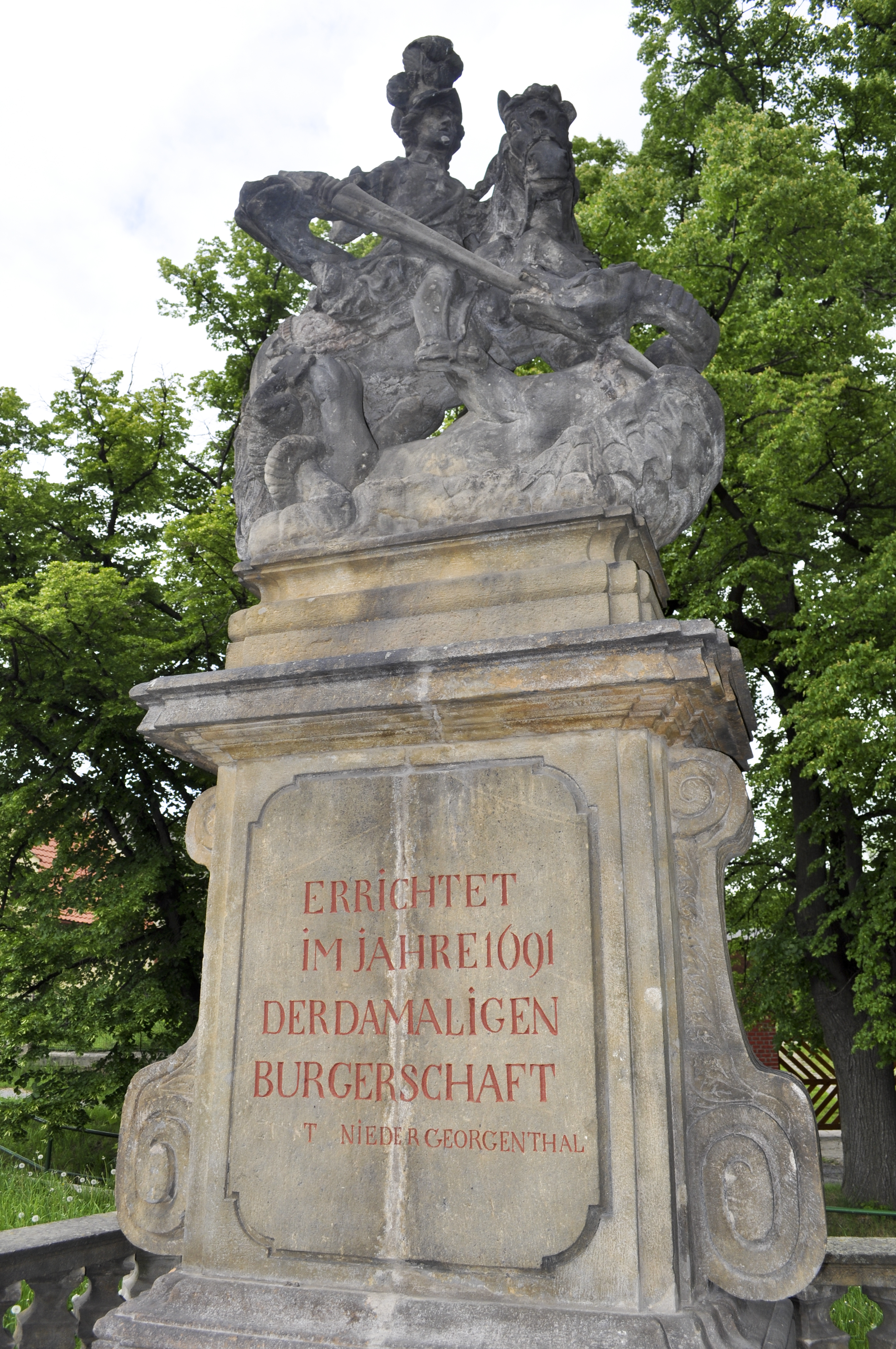
Sousoší svatého Jiří

Horní Jiřetín se člení na pět částí, které leží na šesti katastrálních územích:
- Horní Jiřetín (k. ú. Horní Jiřetín)
- Černice (k. ú. Černice u Horního Jiřetína)
- Dolní Jiřetín (k. ú. Dolní Jiřetín a Čtrnáct Dvorců)
- Jezeří (k. ú. Jezeří a Albrechtice u Mostu)
- Mariánské Údolí (k. ú. Horní Jiřetín)

Základními sídelními jednotkami jsou Albrechtice, Černice, Čtrnáct Dvorců, Dolní Jiřetín, Horní Jiřetín, Jezeří a Mariánské Údolí.

## Doprava
Veřejnou hromadnou dopravu zajišťuje Dopravní podnik měst Mostu a Litvínova, do Horního Jiřetína zajíždí několik autobusových linek.

## Pamětihodnosti
- Jihozápadně od města stojí zámek Jezeří, který vznikl přestavbou hradu založeného po polovině čtrnáctého století Nevlasem ze Rvenic. Dochovaná podoba je výsledkem barokní přestavby realizované rodem Lobkoviců.[14]
- Barokní kostel Nanebevzetí Panny Marie od J. B. Matheye vystavěný v letech 1694–1700
- Barokní sousoší sv. Jiří, přenesené z Dolního Jiřetína do Litvínova a zpět do Horního Jiřetína

## Osobnosti
- František Glaeser (1798–1861), hudební skladatel
- Walter Womacka (1925–2010), rodák, německý malíř socialistického realismu
- Vladimír Buřt (* 1964), starosta města

## Partnerská města
- Battenberg Německo